# 皇甫琳 (1333年)
皇甫琳（：／ Hwangbo Rim，1333年—1392年6月21日），本贯永川皇甫氏，是一位高丽王国末期的武官。

## 生平
皇甫琳早年跟随时任高丽平章事的舅舅安祐四处征战，最初被授予别将军衔，后屡次升迁，官至工部侍郎。1362年安祐被杀害后，皇甫琳闲居在家数年。至高丽恭愍王即位，念及皇甫琳随从安祐打仗已久、通晓军务，重新起用皇甫琳为宗簿令，恭愍王12年（1363年）因驱除入侵高丽的紅巾軍有功而受封一等功臣。
1374年，皇甫琳升迁为判宗簿寺事，跟随判三司事崔莹驱赶倭寇，并清除残留在濟州島上的元朝军队。高麗禑王即位后，升任典法判书；禑王6年（1380年）任礼仪判书、全羅道兵马使。1382年，任密直副使的皇甫琳在宁海郡击败了入侵的倭寇。翌年8月，占领居宁、长水两县的倭寇试图进攻全州时，担任全州副元帅的皇甫琳在砺岘与倭寇交战。1385年1月，他在安东元帅任内又斩杀了两个倭寇。
1388年4月，跟随右军都统使李成桂进行遼東征伐，抵达威化岛时，参与了李成桂发起的回军。7月，出任杨广、庆尚、全罗道都体察使，在南原抵御倭寇。1389年6月，以密直使的身份赴明朝参加千秋節。恭让王2年（1890年），皇甫琳因回军立下一等功而被封为西北面都节制使、平壤尹。
朝鲜王朝建立后，皇甫琳被擢升为知中枢院事，直至1394年农历六月二十一日病逝，享年62岁。去世后，太祖李成桂为他送去悼念。

## 家庭
皇甫琳的父亲皇甫安是晋州牧使，育有两子皇甫琠和皇甫仁，皇甫仁是文宗遗命辅佐端宗的顾命大臣之一，1453年被首阳大君杀死。